# Kees Hartvelt
Cornelis (Kees) Hartvelt (Utrecht, 26 januari 1900 – Bussum, 20 december 1986) was een Nederlands altviolist en dirigent.
Hij was zoon van schrijver/fotograaf/schilder Gerrit Cornelis Hartvelt en Geertruida Muijs. Hij was getrouwd met pianiste/pianolerares Mieke Daelmans. Zijn jongere broer Piet Hartvelt was violist bij het Utrechts Stedelijk Orkest en Radio Philharmonisch Orkest.
Hij werd opgeleid tot violist door Gerrit Veerman en kreeg muziektheorie van Anton Averkamp. Hij wendde zich tot de altviool. Verdere opleiding kreeg hij van Hermann Scherchen. Hij richtte het Utrechts Kamerorkest op, waarmee op bescheiden schaal succes behaald werd. Het ensemble voerde vaak relatieve moderne muziek uit, waar onder andere Les Noces en Histoire du Soldat (in een vertaling van Martinus Nijhoff) van Igor Stravinsky, werken van Darius Milhaud, Willem Landré, Hugo Godron en Willem Pijper. Naast genoemd ensemble was hij vanaf 1923 betrokken bij het Hartveld Strijkkwartet, samen met broer Piet (1e viool) en derden. Ook hiermee werd moderne muziek uitgevoerd, onder meer van Henk Badings. In 1930 was hij solo-altviolist bij het Utrechts Symfonie Orkest. Vanaf 1934 dirigeerde hij het Gooisch Symphonie Orkest, een orkest samengesteld uit werkloze musici uit een opgeheven radio-orkest en later ook werkloze Joodse musici. Het orkest werd in 1944 opgeheven en de kas leeggeroofd door de Duitse bezetter. Van 1946 tot 1950 was hij dirigent van de Haarlemse Orkest Vereniging, maar ook van gezelschappen met amateurmusici (Orkestvereniging Amersfoort) en ook weer het Goois Symfonie Orkest, dat toen een amateurorkest bleef.
Na zijn pensioen verzamelde Hartvelt een collectie muziekdrukken bij elkaar.
Hugo Godron droeg zijn Sinfonietta voor klein orkest uit 1933 aan Hartvelt op. Zoon Frank Hartvelt was trompettist in het The Gold Coast Combo, waarin hij werkte met Edwin Rutten, Rogier van Otterloo en René Holdert, dat het muziekalbum Takin’ a chance on Edwin uitbracht (1962).